# Eleições parlamentares europeias de 2014 (Chéquia)
As eleições parlamentares europeias de 2014 na Chéquia, realizadas a 23 de maio e 24 de maio, serviram para eleger os 21 deputados nacionais para o Parlamento Europeu.
Os resultados deram a vitória ao partido centrista ANO 2011, que conquistou 16,13% dos novos e 4 deputados, embora o partido de centro-direita TOP 09 também conseguido 4 deputados, obtendo 15,95% dos votos.
De realçar, a baixa participação eleitoral, que se ficou 18,20%.

## Resultados oficiais
| Partido                 | Partido                     | Votos     | %               | +/-   | Deputados | +/-  |
| ----------------------- | --------------------------- | --------- | --------------- | ----- | --------- | ---- |
|                         | ANO 2011                    | 244 501   | 16,13 / 100,00  | Novo  | 4 / 21    | Novo |
|                         | TOP 09                      | 241 747   | 15,95 / 100,00  | Novo  | 4 / 21    | Novo |
|                         | Partido Social-Democrata    | 214 800   | 14,17 / 100,00  | 8,21  | 4 / 21    | 3    |
|                         | Partido Comunista           | 166 478   | 10,98 / 100,00  | 3,20  | 3 / 21    | 1    |
|                         | União Cristã e Democrata    | 150 792   | 9,95 / 100,00   | 2,31  | 3 / 21    | 1    |
|                         | Partido Democrático Cívico  | 116 398   | 7,67 / 100,00   | 23,78 | 2 / 21    | 7    |
|                         | Partido dos Cidadãos Livres | 79 540    | 5,24 / 100,00   | 3,98  | 1 / 21    | 1    |
|                         | Partido Pirata Checo        | 72 514    | 4,78 / 100,00   | Novo  | 0 / 21    | Novo |
|                         | Partido Verde               | 57 240    | 3,77 / 100,00   | 1,71  | 0 / 21    | 0    |
|                         | Aurora da Democracia Direta | 47 306    | 3,12 / 100,00   | Novo  | 0 / 21    | Novo |
|                         | Partido do Senso Comum      | 24 724    | 1,63 / 100,00   | Novo  | 0 / 21    | Novo |
|                         | Outros                      | 111 327   | 6,61 / 100,00   |       | 0 / 21    |      |
| Votos Inválidos         | Votos Inválidos             | 11 875    | 0,72 / 100,00   | 0,21  |           |      |
| Total                   | Total                       | 1 527 367 | 100,00 / 100,00 |       | 21 / 21   | 1    |
| Eleitorado/Participação | Eleitorado/Participação     | 8 395 132 | 18,20 / 100,00  | 10,02 |           |      |